# Overdose (singel Exo)
„Overdose” (kor. 중독 Jungdok; chiń. upr. 上瘾 Shàngyǐn) – singel grupy EXO, wydany cyfrowo 7 maja 2014 roku przez wytwórnię SM Entertainment. Singel ukazał się w dwóch wersjach językowych: edycji koreańskiej i mandaryńskiej. Utwór promował minialbum o tym samym tytule.
Utwór został dobrze przyjęty przez krytyków i odniósł sukces komercyjny. Zadebiutował na drugiej pozycji rankingu Gaon Chart w Korei Południowej. Singel sprzedał się w Korei Południowej w nakładzie ponad 1 014 053 egzemplarzy (stan na grudzień 2014 r.).

## Promocja
Koreańska wersja jest została wykonana przez podgrupę EXO-K, a mandaryńska przez EXO-M. Teledyski do obu wersji utworu ukazały się 6 maja 2014 na oficjalnym kanale YouTube wytwórni.

## Notowania
| Lista (krajowe)                   | Pozycja |
| --------------------------------- | ------- |
| Gaon Weekly Digital Chart         | 2       |
| Gaon Monthly Digital Chart        | 2       |
| Gaon Yearly Digital Chart         | 18      |
| Gaon Weekly Download Chart        | 2       |
| Gaon Monthly Download Chart       | 4       |
| Gaon Yearly Download Chart        | 31      |
| Gaon Streaming Chart              | 3       |
| Gaon Weekly BGM Chart             | 1       |
| Gaon Weekly Mobile Ringtone Chart | 4       |

| Lista (międzynarodowe)      | Pozycja |
| --------------------------- | ------- |
| Gaon Weekly Digital Chart   | 1       |
| Gaon Monthly Digital Chart  | 4       |
| Gaon Weekly Download Chart  | 1       |
| Gaon Monthly Download Chart | 1       |
| Gaon Streaming Chart        | 6       |
| Gaon Weekly BGM Chart       | 11      |
| Baidu Weekly Music Chart    | 7       |